# Torskeslægten
Torskeslægten (Gadus) er en slægt i torskefamilien (Gadidae). Torsk indgår typisk i arternes navne. Slægtens kendeste medlem er atlantisk torsk, som typisk kaldes for torsk.
Indtil fornylig var der tre arter i torskeslægten. Nyere forskning inkluderer også en fjerde art Alaskasej. Endvidere bliver Grønlandstorsk (G. ogac) ikke længere betragtet som en selvstændig art, men snarere en underart til Stillehavstorsk (G. macrocephalus).
| Ægte torsk       | Ægte torsk                         | Ægte torsk      | Ægte torsk        | Ægte torsk    | Ægte torsk     | Ægte torsk     | Ægte torsk | Ægte torsk | Ægte torsk | Ægte torsk   |
| Almindeligt navn | Videnskabeligt navn                | Maksimum længde | Almindelig længde | Maksimum vægt | Maksimum alder | Trofisk niveau | FishBase   | FAO        | ITIS       | IUCN status  |
| ---------------- | ---------------------------------- | --------------- | ----------------- | ------------- | -------------- | -------------- | ---------- | ---------- | ---------- | ------------ |
| Atlantisk torsk  | Gadus morhua Linnaeus, 1758        | 200 cm          | 100 cm            | 96 kg         | 25 år          | 4,4            | [ 4 ]      | [ 5 ]      | [ 6 ]      | Vulnerable   |
| Stillehavstorsk  | Gadus macrocephalus Tilesius, 1810 | 119 cm          | cm                | 22,7 kg       | 18 år          | 4,0            | [ 8 ]      | [ 9 ]      | [ 10 ]     | Not assessed |
| Grønlandstorsk   | Gadus ogac Richardson, 1836        | 77 cm           | cm                | kg            | 12 år          | 3,6            | [ 11 ]     | [ 12 ]     | [ 13 ]     | Not assessed |
| Alaskasej        | Gadus chalcogrammus Pallas, 1811   | 91 cm           | cm                | 3,85 kg       | 15 år          | 3,5            | [ 14 ]     | [ 15 ]     | [ 16 ]     | Not assessed |

## Ekstern henvisning
- Wikimedia Commons har flere filer relateret til Torskeslægten
- Codtrace Arkiveret 1. februar 2016 hos  Wayback Machine
- fishbase.org - Scientific Names for Gadus
- Fisheries Heritage website, Newfoundland and Labrador Arkiveret 1. maj 2012 hos  Wayback Machine
- Long term trends in Norwegian cod fisheries – the pioneers
- Species factsheet on cod from the UK Sea Fish Industry Authority (PDF, 2MB) Arkiveret 11. marts 2012 hos  Wayback Machine